# Eleonora Giorgi (lekkoatletka)
Eleonora Anna Giorgi (ur. 14 września 1989 w Mediolanie) – włoska lekkoatletka specjalizująca się w chodzie sportowym.

## Osiągnięcia

### Igrzyska olimpijskie
| Rok  | Miejsce        | Konkurencja           | Pozycja     | Wynik   |
| ---- | -------------- | --------------------- | ----------- | ------- |
| 2012 | Londyn         | chód na 20 kilometrów | 13. miejsce | 1:29:48 |
| 2016 | Rio de Janeiro | chód na 20 kilometrów | –           | DQ      |
| 2021 | Tokio          | chód na 20 kilometrów | 52. miejsce | 1:46:36 |
| 2024 | Paryż          | chód na 20 kilometrów | 23. miejsce | 1:31:49 |

### Mistrzostwa świata
| Rok  | Miejsce   | Konkurencja           | Pozycja     | Wynik   |
| ---- | --------- | --------------------- | ----------- | ------- |
| 2013 | Moskwa    | chód na 20 kilometrów | 10. miejsce | 1:30:01 |
| 2015 | Pekin     | chód na 20 kilometrów | –           | DQ      |
| 2017 | Londyn    | chód na 20 kilometrów | 14. miejsce | 1:30:34 |
| 2019 | Doha      | chód na 50 kilometrów | 3. miejsce  | 4:29:13 |
| 2023 | Budapeszt | chód na 20 kilometrów | 20. miejsce | 1:31:45 |

### Mistrzostwa Europy
| Rok  | Miejsce | Konkurencja           | Pozycja     | Wynik   |
| ---- | ------- | --------------------- | ----------- | ------- |
| 2014 | Zurych  | chód na 20 kilometrów | 5. miejsce  | 1:28:28 |
| 2018 | Berlin  | chód na 20 kilometrów | –           | DQ      |
| 2024 | Rzym    | chód na 20 kilometrów | 15. miejsce | 1:33:29 |

### Pozostałe osiągnięcia
- 18. miejsce podczas mistrzostw świata juniorów (chód na 10 000 metrów, Bydgoszcz 2008)
- brązowy medal młodzieżowych mistrzostw Europy (chód na 20 kilometrów, Ostrawa 2011)
- złoto igrzysk śródziemnomorskich (chód na 10 000 metrów, Mersin 2013)
- 2. miejsce podczas pucharu Europy w chodzie (chód na 20 kilometrów, Murcja 2015)
- 1. miejsce podczas pucharu Europy w chodzie (chód na 50 kilometrów, Olita 2019)
- 2. miejsce podczas drużynowych mistrzostw Europy w chodzie (chód na 35 kilometrów, Podiebrady 2021)

Wielokrotna mistrzyni i rekordzistka Włoch oraz reprezentantka kraju w pucharze świata, drużynowych mistrzostwach świata i drużynowych mistrzostw Europy w chodzie sportowym.

## Rekordy życiowe
| Konkurencja                | Wynik    | Miejsce  | Data             | Uwagi             |
| -------------------------- | -------- | -------- | ---------------- | ----------------- |
| Chód na 3000 metrów (hala) | 11:50,08 | Ankona   | 22 lutego 2014   | rekord Włoch      |
| Chód na 5000 metrów        | 20:31,46 | Mediolan | 22 kwietnia 2016 |                   |
| Chód na 10 000 metrów      | 43:56,95 | Triest   | 30 czerwca 2017  |                   |
| Chód na 20 kilometrów      | 1:26:17  | Murcja   | 17 maja 2015     | rekord Włoch      |
| Chód na 35 kilometrów      | 2:41:54  | Aksu     | 22 lutego 2025   | były rekord Włoch |
| Chód na 50 kilometrów      | 4:04:50  | Olita    | 19 maja 2019     | rekord Europy     |